# 铅山县国营森林苗圃
铅山县国营森林苗圃为铅山县人民政府下属副科级事业单位，由铅山县林业局主管。主要业务是培育造林苗木。

## 歷史
其前身为铅山县林业科学研究所，1971年设立，当时为正科级单位，列乡镇场(人民公社)平级序列，下辖柴家村，有23个村民小组，后该村18个村民小组划归福惠乡管辖，留下5个村民小组成为现在的新刘村。1984年机构改革，铅山县林科所分解为铅山县国营森林苗圃和铅山县林业技术推广站两块牌子(一套人马)，降格为副科级。